# Bisoxazolinové ligandy
Bisoxazolinové ligandy (zkráceně BOX) jsou skupina chirálních ligandů, které obsahují dva oxazolinové kruhy. Obvykle jsou C2‑symetrické. Mohou se vyskytovat v mnoha různých podobách, například s methylenovými (-CH2-) (tyto ligandy se označují BOX) nebo pyridindiylovými (takové ligandy mají označení PyBOX) spojkami. Komplexy bisoxazolinů mají využití v asymetrické katalýze.

## Příprava
Oxazolinové kruhy se získávají cyklizačními reakcemi 2‑aminoalkoholů se sloučeninami obsahujícími vhodné funkční skupiny; u bisoxazolinů se zpravidla používají bifunkční výchozí látky, které umožňují vytvořit oba kruhy najednou. Nejčastěji používanými reaktanty zde jsou dikarboxylové kyseliny a dinitrily.
K rozšířenosti BOX a PyBOX přispělo i to, že se dají snadno připravit v jednom kroku reakcí malononitrilu s kyselinou dipikolinovou, které jsou snadno dostupné.
Chiralita se do nich zavádí prostřednictvím aminoalkoholů (například valinolu), které jsou chirální díky tomu, že se připravují z aminokyselin, jež již obsahují chirální centra.

## Katalytická využití
BOX ligandy, obsahující methylenové můstky, vytvářejí při reakcích meziprodukty se zkroucenou čtvercově rovinnou geometrií. Substituent navázaný na oxazolin v poloze 4 blokuje jednu enantiotopní stranu substrátu, což vyvolává enantioselektivitu. Jako příklad lze uvést aldolové reakce, ale tento proces probíhá i u Mannichových, enových, a Michaelových reakcí, Nazarovových cyklizací a hetero-Dielsových-Alderových reakcí.
Navázáním Lewisových kyselin obsahujících meridiálně tridentátní PyBOX ligandy se utváří čtvercově pyramidální komplexy. Ve studii využívající (benzyloxy)acetaldehyd jako elektrofil bylo zjištěno, že stereochemie odpovídá navázání karbonylového kyslíku ekvatoriálně a etherového axiálně.
Komplexy kovů obsahující bisoxazolimové ligandy jsou účinnými katalyzátory řady asymetrických syntéz. Neutrální povaha bisoxazolinů je činí vhodnými pro použití s ušlechtilými kovy, například mědí. Nejvýznamnější je jejich využití v reakcích vytvářejících vazby uhlík–uhlík.

### Reakce vytvářející vazby uhlík–uhlík
Bisoxazolinové ligandy mohou katalyzovat asymetrické cykloadice, jako jsou 1,3-dipolární cykloadice a Dielsovy-Alderovy reakce; účinné jsou například i v aldolových, Michaelových a enových reakcích.
|  |  |

### Ostatní reakce
Úspěšná využití bisoxazolinů při karbenoidových cyklopropanacích vedla k jejich zapojení do příprav aziridinů. Využití nacházejí také při hydrosilylacích, které byly prvními reakcemi katalyzovanými PyBOX. Oxazoliny lze také zapojit do fluorací a Wackerových cyklizací.
|  |  |

## Historie

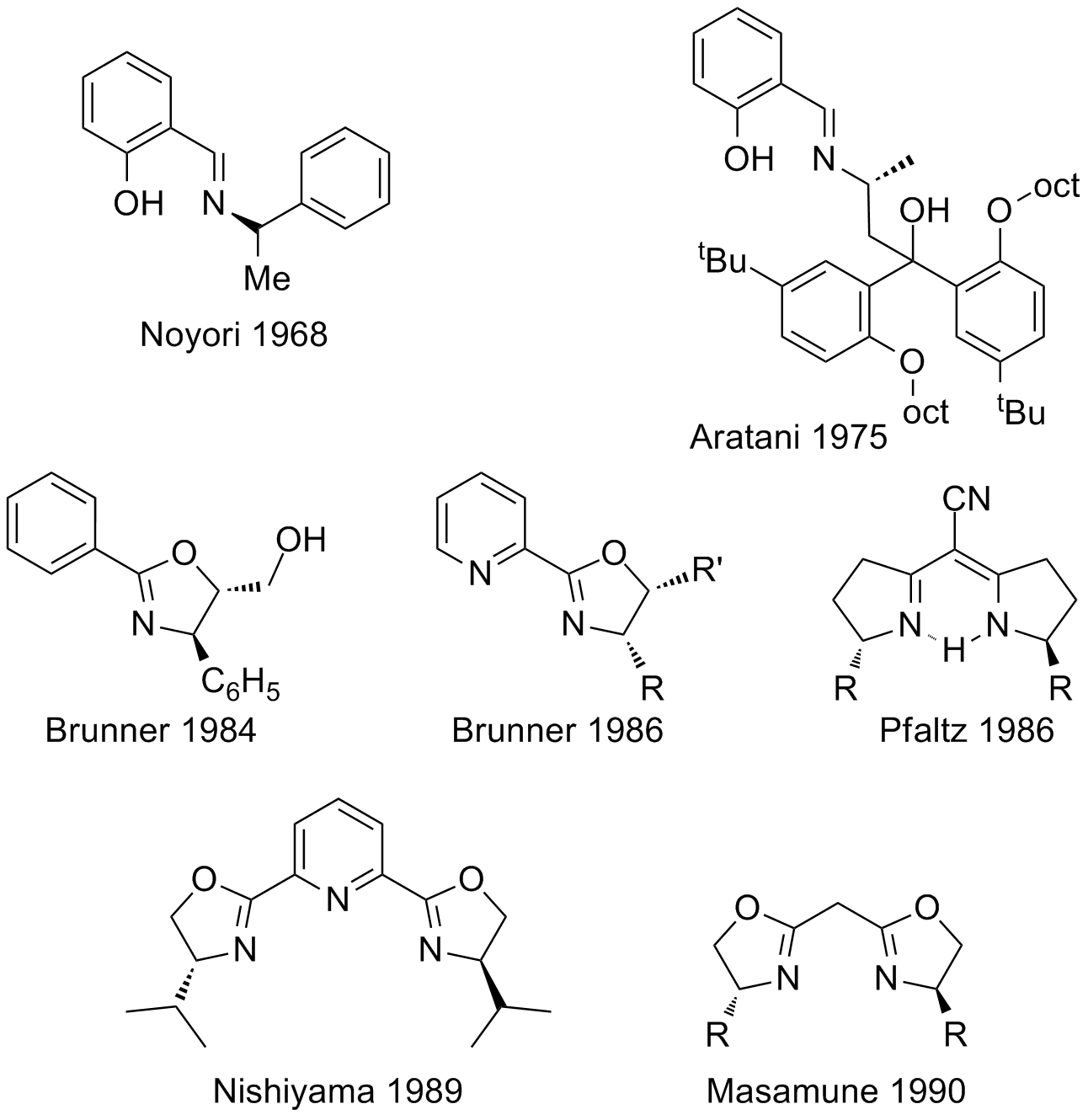
Vývoj bisoxazolinových ligandů

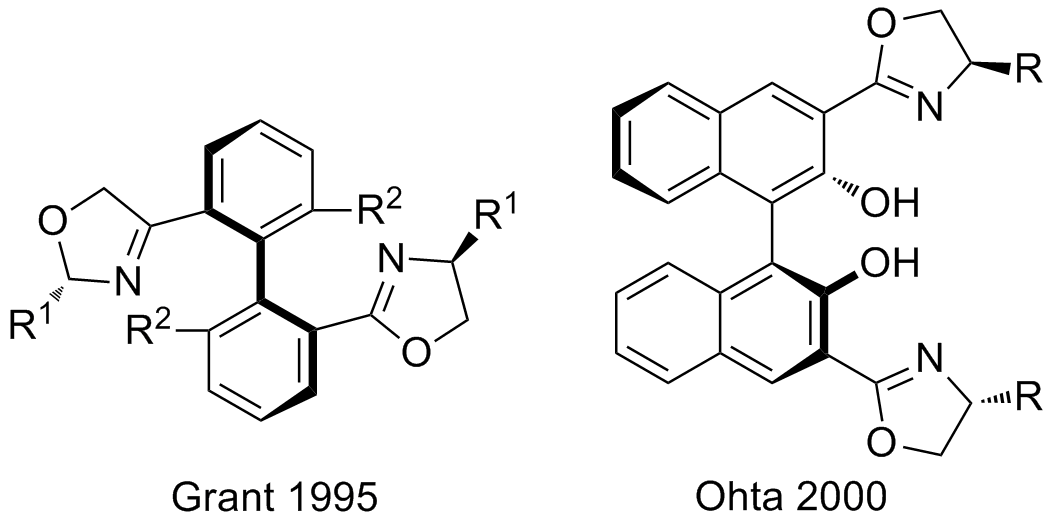
C_{2}-symetrické bisoxazolinové ligandy s axiální chiralitou

Oxazolinové ligandy byly vyvinuty v roce 1984 jako asymetrické katalyzátory, kdy se spolu se Schiffovými zásadami ukázaly jako účinné katalyzátory enantioselektivních karbenoidových cyklopropanací. Schiffovy zásady byly v této době důležitou skupinou ligandů; použil je Rjódži Nojori v roce 1968 při výzkumu asymetrické katalýzy. Tadatoši Aratani, který spolupracoval s Nojorim, na základě tohoto výzkumu provedl ještě předtím řadu enantioselektivních cyklopropanací pomocí oxazolinů.
Oxazoliny zde nebyly dobrými katalyzátory, enantiomerní přebytek byl v první reakci 4,9 %, zatímco při použití Schiffovy zásady dosahoval 65,6 %. Henri Brunner posléze přezkoumal oxazoliny v průběhu své práce na monofenylaci diolů, což vedlo k objevu chirálních pyridin-oxazolinových ligandů, s jedním z nich se v roce 1986 podařilo dosáhnout 30,2% enantiomerního přebytku a roku 1989 činil enantiomerní přebytek jiné reakce 45 %.
Ve stejném roce skupina, kterou vedl Andreas Pfaltz, popsala použití C2‑symetrických semikorinových ligandů v enantioselektivních karbenoidových cyklopropanacích, přičemž se enantioselektivní přebytky pohybovaly mezi 92 a 97 %. Odkazovala se přitom na výsledky Brunnera i Arataniho, podoba ligandů byla ale z velké části ovlivněna dřívějším Pfaltzovým výzkumem makrocyklů. Nevýhodou tšěchto ligandů byla potřeba vácekrokové syntézy, s celkovou výtěžností jem okolo 30 %.
Brunnerův výzkum vedl v rode 1989 k Nišijamově objevu prvních PyBox ligandů, použitých při hydrosilylacích ketonů; enantiomerní přebytky dosahovaly až 93 % První BOX ligandy byly popsány o rok později. a byly použity při karbenoidových cyklopropanacích katalyzovaných mědí, za enantiomerních přebytků i 99 %; molární zlomek katalyzátoru činil 1 %. Tímto bylo dosaženo významného úspěchu, který vedl k častějšímu používání BOX. Protože byla příprava 2-oxazolinů již dobře známa, tak další výzkum probíhal rychle a články od nových skupin se objevovaly každým rokem. Byl tak objeven velký počet bisoxazolinových ligandů, strukturně stále založených převážně na BOX a PyBOX, ale i  mnoha jinými strukturami, jako jsou axiálně chirální sloučeniny.